# CMB Maler-Klasse
Die CMB-Maler-Klasse war eine Baureihe von Stückgutschiffen der belgischen Reederei Compagnie Maritime Belge.

## Einzelheiten
Die Schiffe wurden zwischen 1962 und 1964 auf der Werft Cockerill-Ougrée in Hoboken gebaut und nach berühmten belgischen Malern benannt.

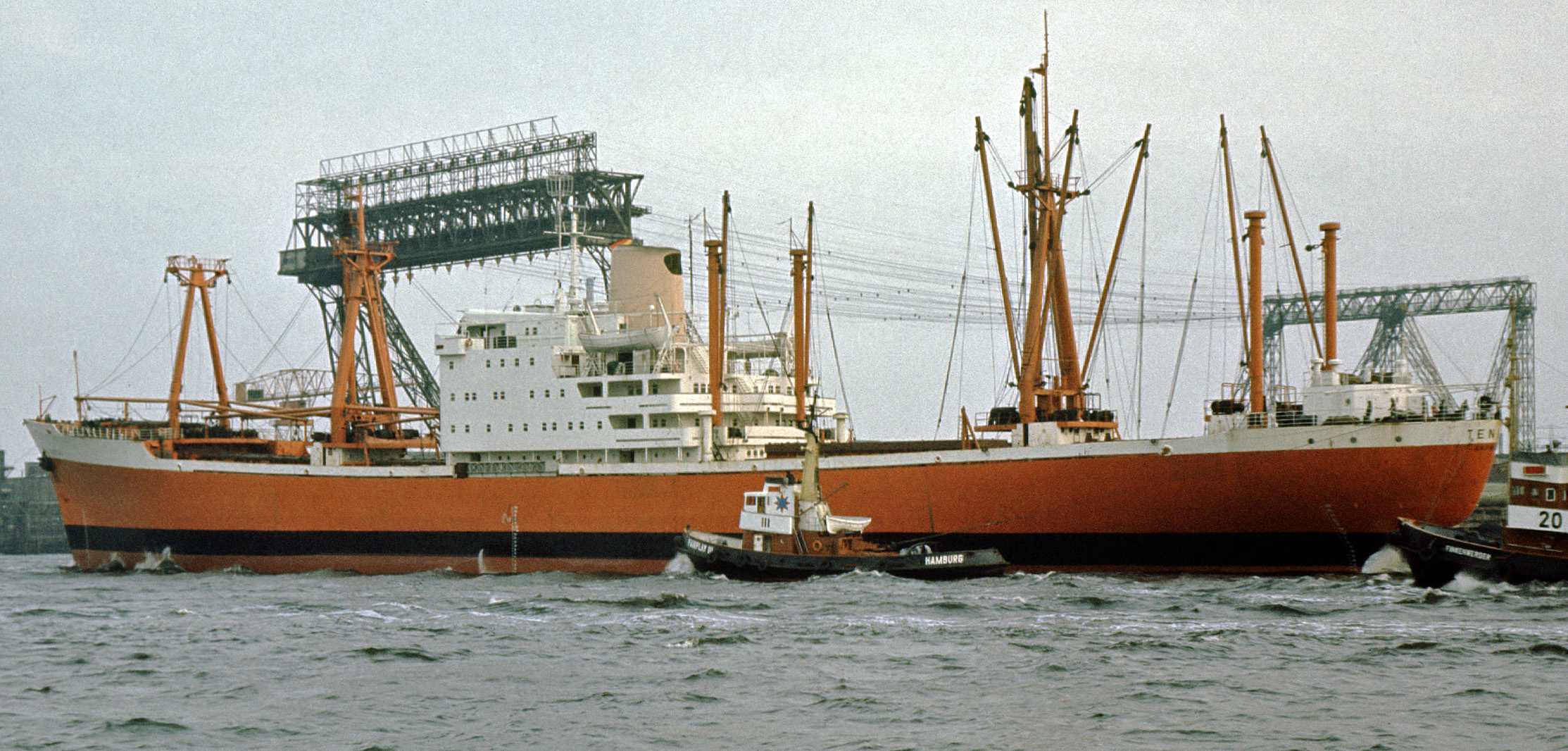
Die Teniers 1973 in Hamburg

Die Schiffe hatten etwa drei Fünftel achtern über der Maschinenanlage angeordnete Aufbauten, die für die Mitnahme von bis zu zwölf Passagieren eingerichtet waren. Von den insgesamt fünf Laderäumen waren drei vor dem Deckshaus und zwei hinter dem Deckshaus angeordnet. Die Schiffe verfügten über Kühlladeräume und eigenes Ladegeschirr.
Als Antrieb wurden Achtzylinder-Zweitakt-Dieselmotoren verwendet, die Cockerill-Ougrée in Seraing in Lizenz von Sulzer baute. Sie wirkten direkt auf den Festpropeller. Die Motoren hatten eine Leistung von rund 6600 Kilowatt und erlaubten eine Geschwindigkeit von gut 16 Knoten. Die Bordenergie wurde durch Hilfsdiesel bereitgestellt.
Zu Beginn wurde das Schiffsquartett im Transatlantikdienst von Antwerpen nach New York, den Golf von Mexiko über Westafrika und die Kapverden zurück nach Nordeuropa eingesetzt. 1966 ließ CMB die Einheiten zu Semicontainerschiffen mit einer Tragfähigkeit von 303 TEU umbauen und brachte sie 1969 in die von ihr mitgegründete Dart Container Line ein, wo sie zwischen Europa, Kanada und den USA dienten. Anfang der 1980er Jahre trennte sich CMB von den Schiffen, die als Secondhand-Tonnage noch bis Mitte der 1980er Jahre weiterbetrieben und dann verschrottet wurden.

## Die Schiffe
| Jordaens | 815 | 5420619 | Juni 1963      | 1980 Char Ning, 1982 Nafeesa, 1984 Tripos No. 2, ab 9. Februar 1984 bei Chien Yu Steel Industrial Company in Kaohsiung verschrottet. |
| Breughel | 816 | 5410456 | September 1963 | 1982 Reasury Alpha, 1984 Tamaki ab 25. Juli 1985 in Qingdao verschrottet.                                                            |
| Rubens   | 817 | 5425310 | Januar 1964    | 1972 Memling, 1983 Christina, ab 1. September 1984 in Yantai verschrottet.                                                           |
| Teniers  | 818 | 6407262 | April 1964     | 1981 Santa Clara, ab 1. Juni 1984 in Shanghai verschrottet.                                                                          |